# Yukihiko Satō
Yukihiko Satō (佐藤 由紀彦 Satō Yukihiko?, nacido el 11 de mayo de 1976 en Shizuoka) es un exfutbolista japonés. Jugaba de centrocampista y su último club fue el V-Varen Nagasaki de Japón.

## Trayectoria

### Clubes
| Club                | País  | Año         |
| ------------------- | ----- | ----------- |
| Shimizu S-Pulse     | Japón | 1995 - 1997 |
| Montedio Yamagata   | Japón | 1998        |
| FC Tokyo            | Japón | 1999 - 2002 |
| Yokohama F. Marinos | Japón | 2003 - 2004 |
| Shimizu S-Pulse     | Japón | 2005 - 2006 |
| Kashiwa Reysol      | Japón | 2006 - 2007 |
| Vegalta Sendai      | Japón | 2008        |
| V-Varen Nagasaki    | Japón | 2009 - 2014 |

## Estadística de carrera

### J. League
| Club                | Año   | J. League | J. League | Copa J. League | Copa J. League | Total | Total |
| Club                | Año   | Part.     | Goles     | Part.          | Goles          | Part. | Goles |
| ------------------- | ----- | --------- | --------- | -------------- | -------------- | ----- | ----- |
| Shimizu S-Pulse     | 1995  | 1         | 0         | -              | -              | 1     | 0     |
| Shimizu S-Pulse     | 1996  | 1         | 0         | 0              | 0              | 1     | 0     |
| Shimizu S-Pulse     | 1997  | 0         | 0         | 2              | 0              | 2     | 0     |
| FC Tokyo            | 1999  | 35        | 6         | 7              | 2              | 42    | 8     |
| FC Tokyo            | 2000  | 28        | 5         | 2              | 0              | 30    | 5     |
| FC Tokyo            | 2001  | 28        | 3         | 2              | 0              | 30    | 3     |
| FC Tokyo            | 2002  | 13        | 0         | 3              | 0              | 16    | 0     |
| Yokohama F. Marinos | 2003  | 27        | 1         | 7              | 1              | 34    | 2     |
| Yokohama F. Marinos | 2004  | 16        | 2         | 7              | 1              | 23    | 3     |
| Shimizu S-Pulse     | 2005  | 12        | 1         | 1              | 0              | 13    | 1     |
| Shimizu S-Pulse     | 2006  | 0         | 0         | 0              | 0              | 0     | 0     |
| Kashiwa Reysol      | 2006  | 19        | 2         | -              | -              | 19    | 2     |
| Kashiwa Reysol      | 2007  | 22        | 2         | 3              | 0              | 25    | 2     |
| Vegalta Sendai      | 2008  | 27        | 2         | -              | -              | 27    | 2     |
| V-Varen Nagasaki    | 2013  | 3         | 0         | -              | -              | 3     | 0     |
| V-Varen Nagasaki    | 2014  | 1         | 0         | -              | -              | 1     | 0     |
| Total               | Total | 233       | 24        | 34             | 4              | 267   | 28    |

## Palmarés

### Títulos nacionales
| Título         | Club                | País  | Año  |
| -------------- | ------------------- | ----- | ---- |
| Copa J. League | Shimizu S-Pulse     | Japón | 1996 |
| J1 League      | Yokohama F. Marinos | Japón | 2003 |
| J1 League      | Yokohama F. Marinos | Japón | 2004 |